# GIMP
GIMP (GNU Image Manipulation Program) najpopularnija je slobodna aplikacija otvorenog koda za stvaranje i obradu rasterske grafike. Koristi se za retuširanje i uređivanje slika, slobodno crtanje, mijenjanje veličine i obrezivanje slika, pretvaranje istih u različite formate i mnoge druge specijalizirane zadatke.

## Povijest
GIMP su izvorno objavili Spencer Kimball i Peter Mattis kao General Image Manipulation Program. Razvoj GIMP-a započeo u 1995. kao studentski projekt na Sveučilištu Kalifornije u Berkeleyu, a prva inačica (0.52) objavljena je u siječnju 1996. Kada je Richard Stallman posjetio sveučilište sljedeće godine, Kimball i Mattis su ga pitali mogu li promijeniti General u GNU. Tako je definicija akronima GIMP promijenjena u GNU Image Manipulation Program.
GIMP (napisan u programskom jeziku C) je od prvih verzija podržavao 8, 15, 16 i 24-bitne dubine boja, istovremeno uređivanje više slika, zumiranje i pomicanje u stvarnom vremenu, a podržavao je GIF, JPEG, PNG, TIFF i XPM slike. Funkcionalnost je u ranoj fazi razvoja bila opsežna: GIMP je sadržavao brojne alate za obradu slika (odabir područja s više alata, rotacija, promjena veličine, razne kistove itd.), razne filtere kao i sustav priključaka koji je omogućavao dodavanje novih datotečnih formata i novih filtera te mogućnost višestrukog poništavanja i ponavljanja zadataka.
Korisnici su vrlo brzo usvojili GIMP te su ubrzo nastali i počeli se razmjenjivati razni vodiči, uputstva i različite tehnike. Jedan od prvih uspjeha bio je crtež pingvina Tuxa, službene maskote Linux jezgre, kojeg je napravio Larry Ewing koristeći GIMP 0.54.
GIMP je originalno koristio set alata (engl. toolkit) korisničkog sučelja zvan "Motif". Nezadovoljan mogućnostima Motifa, Peter Mattis je razvio toolkit pod imenom GTK (GIMP tool kit), kako bi olakšao razvoj GIMP-a (GTK se koristio od inačice 0.60). GTK nasljeđuje GTK+, redizajniran korištenjem objektno orijentiranog programiranja, koji se koristi od inačice 0.99. GTK+ je kao projekt otvorenog koda nadišao okvire GIMP-a te se sada koristi u brojnim okruženjima (npr. GNOME, Inkscape itd.)
Broj podržanih računalnih arhitektura i operacijskih sustava značajno je proširen od objavljivanja prve inačice koja je podržavala UNIX sustave kao što su Linux, SGI IRIX i HP-UX. U međuvremenu GIMP je portiran i na druge operacijske sustave uključujući OS X i Windows.

## Razvoj i distribucija
GIMP razvijaju skupine volontera pod okriljem projekta GNU. Nove značajke se održavaju u javnim zasebnim granama izvornog koda i spajaju se u glavnu (ili razvojnu) granu kad je GIMP tim siguran da neće oštetiti postojeće funkcije. Ponekad to znači da može proći nekoliko mjeseci ili godina prije nego što postanu dostupni u glavnoj (stabilnoj) distibuciji.
GIMP se objavljuje kao izvorni kod. Tek nakon objave pripremaju se paketi namijenjeni instalaciji na različitim operacijskim sustavima. Broj inačice koji koristi GIMP je izražen u formatu veliko izdanje - malo izdanje - revizija, gdje svaki broj ima točno određeno značenje: prvi broj se mijenja samo za velike promjene (trenutno je to 2). Drugi broj se mijenja s objavom novih značajki, gdje su neparni brojevi rezervirani za razvojne, a parni za stabilne inačice. Treći broj se mijenja sa svakom objavom koja uključuje ispravke bugova, s parnim brojevima rezerviranim za stabilne, a neparnim za razvojne inačice.
Trenutna verzija GIMP-a radi na brojnim operacijskim sustavima, uključujući Linux, OS X i Microsoft Windows. Portiranje GIMP-a na Windows pokrenuo je finski programer Tor Lillqvist 1997. godine. Za OS X od inačice 2.8.2 postoji nativna aplikacija.

## Inačice
| Veliko izdanje                                                                  | Malo izdanje   | Datum izdavanja     | Značajne promjene |
| ------------------------------------------------------------------------------- | -------------- | ------------------- | --- |
| -                                                                               |                | 21. studenog 1995.  | prva, testna inačica |
| 0.54                                                                            | 0.54 - 0.99.31 | 15. veljače 1996.   | |
| 1.0.x                                                                           | 1.0.0 - 1.0.3  | 2. lipnja 1998.     | novo sučelje za skriptni jezik Script-Fu; vlastiti datotečni format XCF |
| 1.2.x                                                                           | 1.2.0 - 1.2.5  | 25. prosinca 2000.  | ispravke bugova, poboljšanja grafičkog korisničkog sučelja |
| 2.0.x                                                                           | 2.0.0 - 2.0.6  | 24. ožujka 2004.    | podrška za model boja CMYK, novi alati, uvoz i izvoz SVG datoteka, višestruko uređivanje teksta, daljnja poboljšanja grafičkog korisničkog sučelja |
| 2.2.x                                                                           | 2.2.0 - 2.2.17 | 20. prosinca 2004.  | funkcija pretpregleda za razne alate, uređivanje kratica tipkovnice, poboljšana mogućnost povuci/ispusti i kopiraj/zalijepi iz GIMP-a u druge aplikacije |
| 2.4.x                                                                           | 2.4.0 - 2.4.7  | 24. listopada 2007. | podrška za nove formate datoteka, uređivanje u cijelom ekranu, bolja kvaliteta ispisa, poboljšanja grafičkog korisničkog sučelja |
| 2.6.x                                                                           | 2.6.0 - 2.6.6  | 1. listopada 2008.  | prijelaz na novu grafičku biblioteku GEGL (engl. Generic Graphics Library) |
| 2.8.x                                                                           | 2.8.0 - 2.8.10 | 3. svibnja 2012.    | mogućnost rada u jednom prozoru, grupiranje slojeva, poboljšanja spremanja, izvoza i raznih alata |
| 2.9.x Arhivirana inačica izvorne stranice od 4. svibnja 2022. (Wayback Machine) | 2.9            | 27 studenog 2015.   | dodani novi ili poboljšani alati, novo sučelje |
| 2.10.x                                                                          | 2.10           | 27 travnja 2018.    | Potpuno korištenje GEGL-a, uključujući i filtere. HEIF i Avif podrška. MacOS beta. Optimizacija i multi-threading za slikanje i displej, obnovljene teme, gradient alat poboljšan , početna DDS podrška, bolji alati za krivulje, novi 3D Transform alat, PSD podrška 16-bitni izvoz i PDF plugin sa podržanom višestraničnošću. GeoTIFF Metadata podrška, "Negative Darkroom" za negative |

## Mogućnosti
Funkcijama uređivanja može se pristupiti iz alatnih traka, izbornika i otvorenog dijaloškog prozora. Tu su uključeni filteri za različite efekte, kistovi, transformacije, slojevi i sl. Standardna instalacija uključuje više od 40 kistova. Podržane su palete za RGB, HSV i CMYK kao i mogućnost odabira boje sa slike, a moguće je unijeti i heksadecimalnu vrijednost boje. GIMP ima mogućnosti odabira pravokutnih, okruglih ili slobodnih područja, kao i odabira po boji i po jakim rubovima boje. Gotovo sve operacije u GIMP-u mogu se automatizirati pomoću skripti. Višestruko korištena složena uređivanja mogu se također automatizirati.
|              | Datotečni formati |
| ------------ | --- |
| Uvoz i izvoz | GIMP podržava uvoz i izvoz formata kao što su BMP, JPEG, PNG, GIF i TIFF, uz formate nekoliko drugih aplikacija kao što su Autodesk FLIC animacije, Corel Paint Shop Pro slike i Adobe Photoshop dokumenti. Drugi formati uključuju PostScript dokumente, X bitmap slike, xwd i PCX. GIMP također može očitati informacije o putanjama iz SVG datoteka i obrađivati ICO datoteke. |
| Samo uvoz    | GIMP može uvoziti Adobe PDF dokumente i raw fotografije, ali ih ne može sačuvati u istom formatu. Priključak UFRaw omogućuje punu kompatibilnost. |
| Samo izvoz   | GIMP može izvoziti MNG datoteke (samo u inačici za Linux) i HTML (kao tablicu s obojanim ćelijama), datoteke izvornog koda programskog jezika C i Ascii-art (preko priključka), iako ne može čitati ove formate. |

## Priključci i skripte
Priključci i skripte su vanjski programi (napisani programskim jezicima Script-Fu, C, Scheme, Python ili Perl; priključci pisani programskim jezikom Ruby još su u eksperimentalnoj fazi) koje pokreće glavna GIMP aplikacija i koji omogućavaju dodatne mogućnosti i automatizaciju u obradi slika. U glavnu distribuciju uključeno je nekoliko desetaka priključaka (npr. većina opcija u izbornicima Filteri i Boje), mnogi drugi su dostupni u službenom GIMP repozitoriju, ali i na drugim poslužiteljima.

## Modifikacije
- CinePaint (ranije Film Gimp) je forkirana inačica GIMP-a koja se koristi u filmskoj industriji za oslikavanje i retuširanje kadrova, a obilježava je veća dubina boja i napredno upravljanje bojama.[19]
- GIMPshop je bila forkirana inačica GIMP-a koja je oponašala izgled i operacije aplikacije Photoshop. Razvojni programer Scott Moschella želio je ovom inačicom korisnicima Photoshopa olakšati korištenje GIMP-a. Projekt više nije aktivan.[20][21]
- GimPhoto je forkirana inačica GIMP-a napravljena s namjerom da postane besplatna alternativa za Photoshop. Glavna svrha aplikacije je unaprijediti korisničko sučelje i opcije uređivanja u odnosu na GIMP.[22]
- GIMP Portable je prijenosna inačica za Windows.[23]
- Seashore, GIMP.app i GIMP on OS X - različita izdanja i derivacije GIMP-a za Mac OS.[24][25][26]

## Više informacija
- računalna grafika
- rasterska slika

## Vanjske poveznice
- službena web stranica (engl.)
- dokumentacija (engl.)
- GIMP Professional Presets Archives (engl.)
- GIMP na wiki.open.hr
- GIMP magazine  Arhivirana inačica izvorne stranice od 18. kolovoza 2014. (Wayback Machine) (engl.)